# Julien Delmaire
Julien Delmaire, né en 1977, est un poète et écrivain français.

## Biographie
Julien Delmaire se fait d'abord connaître en déclamant ses poèmes dans la tradition oral du Spoken word. Depuis, il multiplie les lectures et les performances sur scène, en France et dans le monde.Il apparaît aux côtés d'autres artistes dont Grand Corps Malade dans le documentaire, Slam ce qui nous brûle, réalisé par Pascal Tessaud en 2007.  Julien Delmaire a écrit sept recueils de poèmes, son premier recueil, Nègres, aux éditions Périplans, a été préfacé par le professeur Joseph Ki-Zerbo. Julien Delmaire anime de nombreux ateliers d'écriture dans les établissements scolaires, en milieu pénitentiaire et dans les hôpitaux psychiatriques. En 2013, paraît son premier roman, Georgia, aux éditions Grasset, récompensé par le prix de la Porte Dorée. Ce roman, remarqué par la critique, narre dans une langue poétique l'histoire d'amour entre une femme marginale et un travailleur sans papiers, sur fond de France en crise.En 2016, il publie son deuxième roman, Frère des Astres qui reçoit le prix Spiritualités d'Aujourd'hui. Ce livre, hommage à la Beat Generation est  une variation moderne sur la vie de Saint Benoit Joseph Labre,. Son troisième roman Minuit, Montmartre paraît en août 2017 aux éditions Grasset., Le livre se déroule au début du XXe siècle, à Montmartre et s'intéresse à un épisode méconnu de la vie du peintre Théophile-Alexandre Steinlen, le dessinateur de l'affiche du Chat Noir.

## Œuvres

### Roman
- Georgia, Paris, Éditions Grasset et Fasquelle, 2013, 247 p.  (ISBN 978-2-246-80895-4)[10]

- Prix littéraire de la Porte Dorée 2014
- Frère des astres, Paris, Éditions Grasset et Fasquelle, 2016, 232 p.  (ISBN 978-2-246-85584-2)[12]
- Minuit, Montmartre, Paris, Éditions Grasset et Fasquelle, 2017, 224 p.  (ISBN 978-2-246-81315-6)
- Delta blues, Paris, Éditions Grasset et Fasquelle, 2021, 496 p.  (ISBN 978-2-246-82307-0)

### Jeunesse
- Les Aventures inter-sidérantes de l’ourson Biloute, vol 1 La baraque à frites de l’espace, ill. de Reno Delmaire, Paris, Éditions Grasset Jeunesse, 2017, 42 p.  (ISBN 978-2-246-86043-3)
- Les Aventures inter-sidérantes de l’ourson Biloute, vol 2 Les mutants de la mine noire, ill. de Reno Delmaire, Paris, Éditions Grasset Jeunesse, 2017, 43 p.  (ISBN 978-2-246-86044-0)

### Poésie
- Nègre(s), préface de Joseph Ki-Zerbo, Villeneuve d'Ascq, France, Éditions Périplans, 2004, 105 p. + 1 CD.  (ISBN 978-2-9521633-1-6)
- Le Mur s’efface, préface de Charlie Bauer, Lille, France, Éditions l'Agitée, 2007, 150 p.  (ISBN 978-2-9529084-0-5)
- AD(E)N, ill. de Mathieu Tonneau, Lille, France, Éditions l'Agitée, 2007  (ISBN 978-2-9529084-1-2)
- Xylographies, ill. de Georgia Robin, préface de Lucien Suel, Lille, France, Éditions l'Agitée, 2010, 1 vol. + 1 CD.  (ISBN 978-2- 9529084-3-6)
- Bogolan[13],[14], préface de Yahia Belaskri, Montreuil, France, Éditions Le Temps des cerises, 2015, 55 p.  (ISBN 978-2-37071-035-2)
- Vivre, vivre encore, morsure savoureuse…, Antraigues-sur-Volane, France, Éditions Kallima, 2016, 1 vol. + 1 CD.  (ISBN 979-10-95698-01-2)
- Rose-Pirogue[15], Montréal, (Québec), Canada, Éditions Mémoire d’encrier, 2016, 72 p.  (ISBN 978-2-89712-336-9)